# Piper amplum
Piper amplum är en pepparväxtart som beskrevs av Carl Sigismund Kunth. Piper amplum ingår i släktet Piper och familjen pepparväxter. Inga underarter finns listade i Catalogue of Life.